# Ligne de Berlin à Lehrte
La ligne Berlin-Lehrte est une ligne principale à voies multiples, principalement électrifiée, à Berlin, dans le Brandebourg, en Saxe-Anhalt et en Basse-Saxe. Elle s'étend d'Est en Ouest de Berlin à Lehrte près de Hanovre. Elle se compose de la ligne à grande vitesse électrifiée à double voie Hanovre-Berlin et de la ligne principale parallèle entre Berlin et Wolfsburg.

## Description du parcours
La ligne actuelle, longue de 239 kilomètres, relie la gare centrale de Berlin en direction de l'Ouest à Berlin-Spandau (pont de la Havel), de là via Rathenow (pont de la Havel), Stendal (pont de l'Elbe d'Hämerten), Oebisfelde, Wolfsburg et Gifhorn (tunnel du canal latéral de l'Elbe) et rejoint la ligne de Brunswick à Hanovre (de) à la gare de Lehrte.
La ligne principale est parallèle à la nouvelle ligne à grande vitesse construite entre Berlin-Staaken et Wolfsburg-Fallersleben. Alors que des vitesses de 250 km/h sont possibles sur la ligne aménagée électrifiée, la ligne principale n'a en grande partie qu'une seule voie et n'est pas électrifiée, la vitesse maximale y étant de 120 km/h. Les liaisons entre les deux lignes n'existent qu'à quelques points de service, de sorte qu'il est parfois impossible de changer de ligne sur plus de 50 kilomètres. Entre le carrefour de Ribbeck et le carrefour de Bamme, les deux lignes sont sur la même voie sur une longueur de 17 km, la vitesse maximale est ici de 200 km/h. La ligne de Wolfsburg-Vorsfelde à Lehrte est également aménagée pour une vitesse de 200 km/h

### Parcours
La gare de départ était à l'origine la gare de Lehrte à Berlin, à peu près là où se trouve aujourd'hui la gare centrale de Berlin, qui est le terminus actuel. Jusqu'à Spandau, la ligne ferroviaire est consolidée avec la ligne Berlin-Hambourg, puis les deux lignes principales se séparent en un angle aigu et la ligne de Lehrte est très rectiligne et se dirige presque exactement vers l'Ouest. Il utilise la plaque de Nauen et également la lande du pays de l'Havel avant que la Havel ne soit franchie à Rathenow. La ligne continue topographiquement à travers le pays de Schollene jusqu'au passage de l'Elbe et jusqu'à Stendal, de là à travers l'Altmark (pays de Stendal) jusqu'à Gardelegen, puis à travers la lande de Klötze et le Drömling jusqu'à Oebisfelde, l'ancienne ville frontalière dans les basses terres de l'Aller. À l'Est d'Oebisfelde, la ligne de chemin de fer traverse toujours le canal du Mittelland, à l'Ouest elle passe par Wolfsburg dans l'Allersenke en ligne droite via Gifhorn jusqu'à Lehrte.

## Histoire

### Construction et développement opérationnel

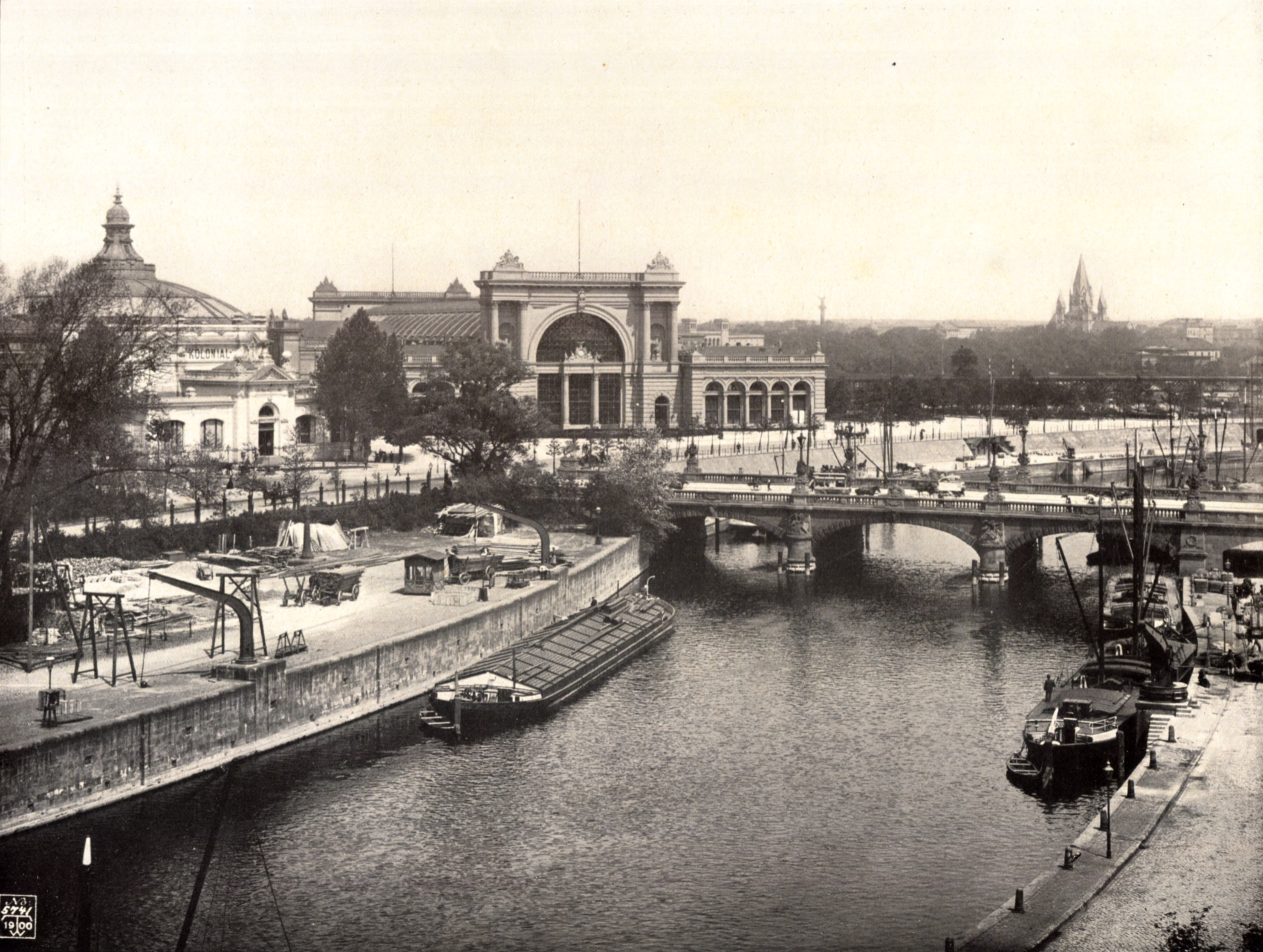
La gare de Lehrte à Berlin en 1900

En 1867, la compagnie des chemins de fer de Magdebourg-Halberstadt (MHE) reçoit la concession pour construire cette ligne de chemin de fer et une branche de Stendal via Salzwedel jusqu'à Uelzen, la ligne d'Amérique (de). La ligne doit réduire le trafic entre Berlin et Hanovre par rapport à la liaison existante via Potsdam, Magdebourg, Oschersleben, Wolfenbüttel et Brunswick. Elle est dotée de deux voies et est mise en service selon les étapes suivantes :
- 15 mars 1870 : Stendal-Salzwedel
- 1er février 1871 : Gare de Gardelegen –Stendal– Spandau Lehrter
- 15 juillet 1871 : Spandau– Gare de Lehrte (Berlin)
- 1er novembre 1871 : Lehrte–Gardelegen pour le trafic de marchandises, le 1er décembre 1871 également pour le trafic de voyageurs

La ligne Berlin-Lehrte devient la propriété du royaume de Prusse en décembre 1879 grâce à l'achat du MHE. En collaboration avec d'autres entreprises, MHE est dissoute en juillet 1886 et fait ainsi partie des chemins de fer prussiens  Sur le territoire de Berlin (Charlottenbourg), les installations de la ligne de Lehrte sont de plus en plus combinées structurellement et opérationnellement avec celles de la ligne de Hambourg, encore séparée. Ce processus est achevé avant la Première Guerre mondiale avec la séparation du trafic de passagers et de marchandises de Berlin vers la ligne de contournement entre Wustermark et Nauen, la construction et la reconstruction de la gare de voyageurs de Spandau et l'ouverture de la gare de triage de Wustermark.

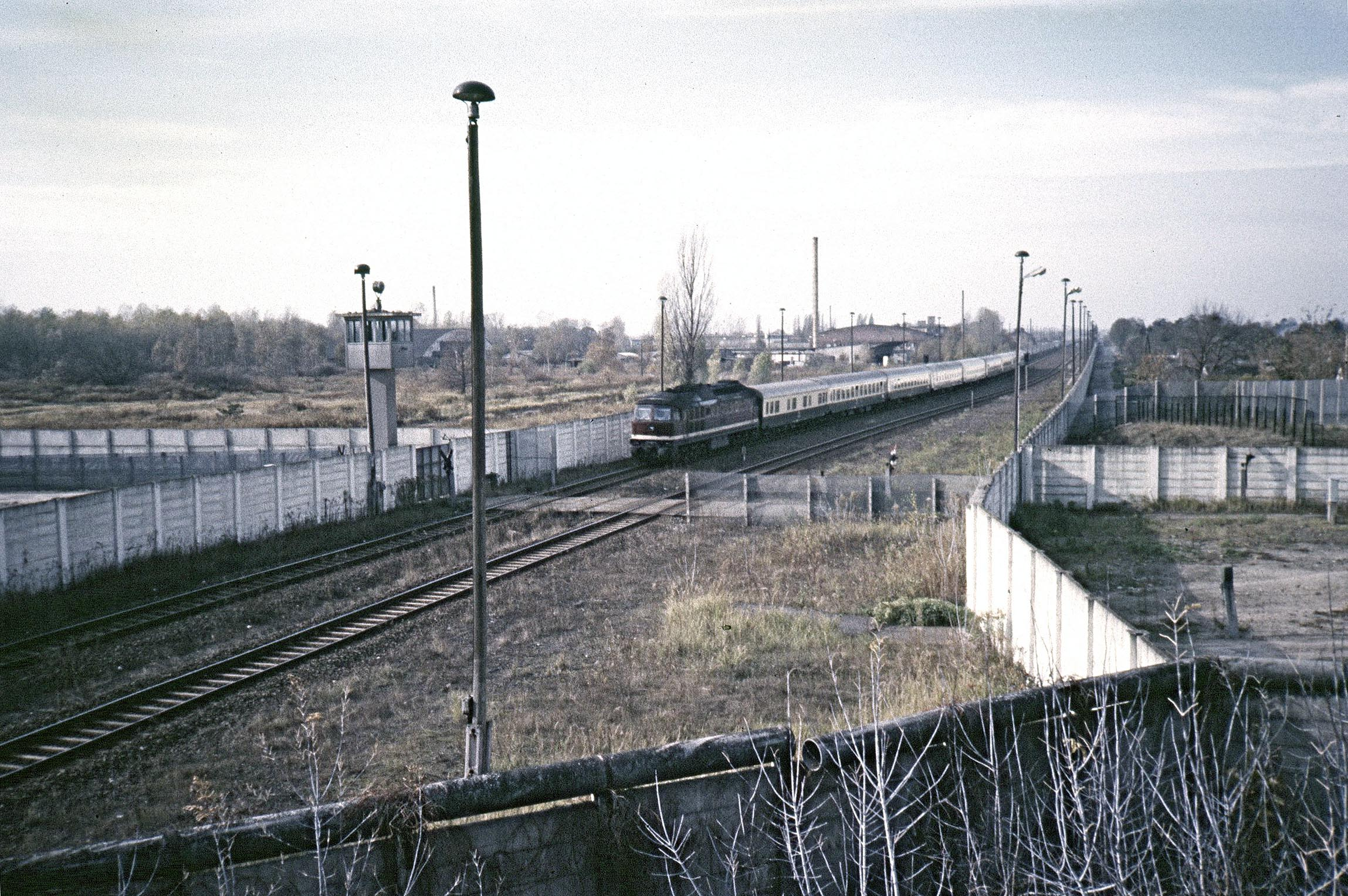
Un train de transit en provenance de Hambourg traverse les installations frontalières de la gare de Staaken, 1986

La ligne ferroviaire a pris de plus en plus d'importance dans le transport de personnes et de marchandises de la capitale du Reich avec Hanovre, la région de la Ruhr et Brême. Avec la division de l'Allemagne après la Seconde Guerre mondiale, la ligne a perdu en grande partie le trafic voyageurs à longue distance. En raison des réparations dans la zone d'occupation soviétique, ses installations ferroviaires étaient réduites au minimum, ce qui a parfois conduit à des procédures d'exploitation curieuses et chronophages aux passages à niveau. À Berlin, le trafic restant est concentré sur d'autres lignes et gares, de sorte que la gare de Lehrte cesse ses activités en 1952 et est finalement démolie en 1958.
En 1974, le tunnel du canal latéral de l'Elbe, long de 970 m, permet d'achever un passage sous le canal latéral à l'Elbe nouvellement construit, à environ 50 m au sud de la ligne existante.
À partir de 1976, les trains interzonaux entre Berlin et Hambourg utilisent le ligne de Lehrte entre Wustermark et Berlin. À cet effet, le nouveau poste de contrôle de Staaken est mis en place. Après la réunification allemande, les trains longue distance circulent de nouveau de Berlin à Hanovre en 1991. La ligne entre Lehrte et Wolfsburg est modernisée à la fin des années 1980 et équipée de postes d'aiguillage à boutons-poussoirs, ce qui entraîne également la suppression de nombreux aiguillages et voies secondaires devenus inutiles.

### Développement de la ligne de Hambourg et de Lehrte à Berlin
Afin de se connecter au nouveau Ringbahn de Berlin, une connexion vers la gare de marchandises de Charlottenbourg-Westend (aujourd'hui Westend) est construite près de Fürstenbrunn en 1879. Cette liaison est prolongée en 1882 sous le nom de liaison de la ligne de Lehrte jusqu'à la gare de Berlin-Charlottenbourg afin de créer une liaison pour les trains de voyageurs de la ligne de Lehrte vers la nouvelle Stadtbahn de Berlin. Dans le même but, le raccordement au train urbain d'Hambourg entre Ruhleben et la gare de Berlin-Charlottenbourg est également mis en service en 1882 pour la ligne de Hambourg.
Grâce à la nationalisation, les installations ferroviaires adjacentes et leur trafic à Berlin et Spandau peuvent être combinés et réorganisés pour former la ligne de Hambourg et de Lehrte :
- Déplacement du trafic voyageurs du chemin de fer de Hambourg vers la gare de Lehrte à Berlin et fermeture de la gare de Hambourg en octobre 1884.
- Fusion des gares de fret de Berlin pour former la gare de Berlin et d'Hambourg, abréviation de Berlin H et L, jusqu'en mai 1893.
- Réorganisation de la gare de Lehrte et de la gare d'Hambourg à Spandau en une gare de marchandises (à l'ouest de la Havel) et une gare de voyageurs (à l'est de la Havel) entre 1888 et 1892. Quelques années plus tôt (1885), une voie ferrée de marchandises a été construite ici afin de créer une liaison entre les deux chemins de fer « en dehors de Berlin ».
- Parallèlement, les deux paires de voies entre Berlin et Spandau ne sont plus exploitées selon leurs directions (Hambourg, Lehrte), mais séparément pour le trafic voyageurs et le trafic marchandises. La ligne de Lehrte devient ici une ligne exclusivement réservée aux trains de marchandises. Dans la zone de la gare agrandie de Moabit, des changements ont également lieu dans le cadre de l'extension à quatre voies de la Ringbahn.

À partir de 1898 , la gare de Putlitzstraße permet pour la première fois des correspondances entre les trains du Nordring et les trains de banlieue Spandau–Berlin-Gare de Lehrte. D'autres gares pour les trains de la ligne de Lehrte sont ouvertes :
- à Staaken (1900)
- à Fürstenbrunn (1905) pour les ouvriers de Siemensstadt
- à Jungfernheide (1908)

### Reconstruction majeure des installations ferroviaires de Spandau

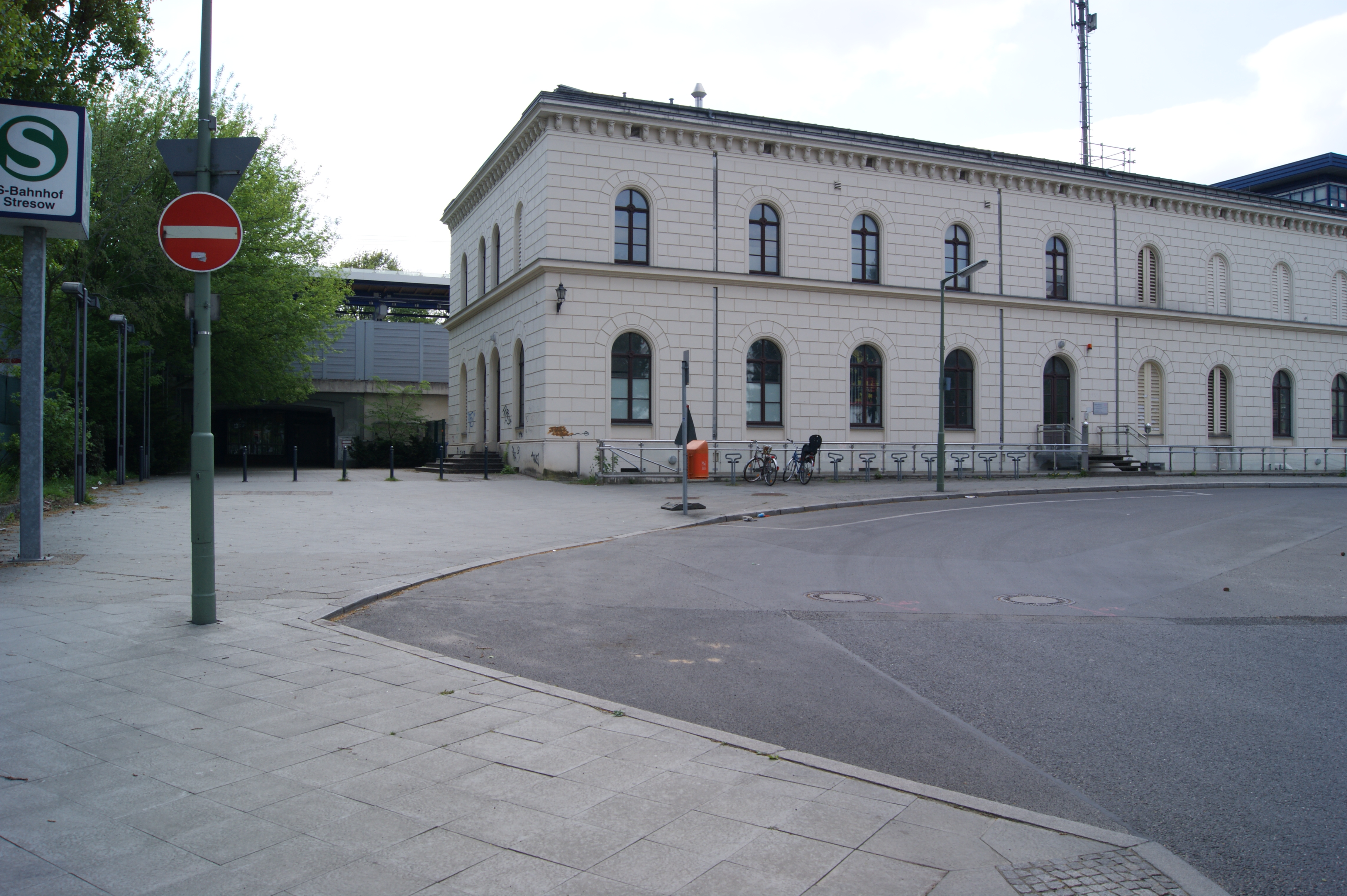
Bâtiment d'accueil de l'ancienne gare de Spandau (jusqu'en 1997), aujourd'hui gare S-Bahn de Berlin-Stresow

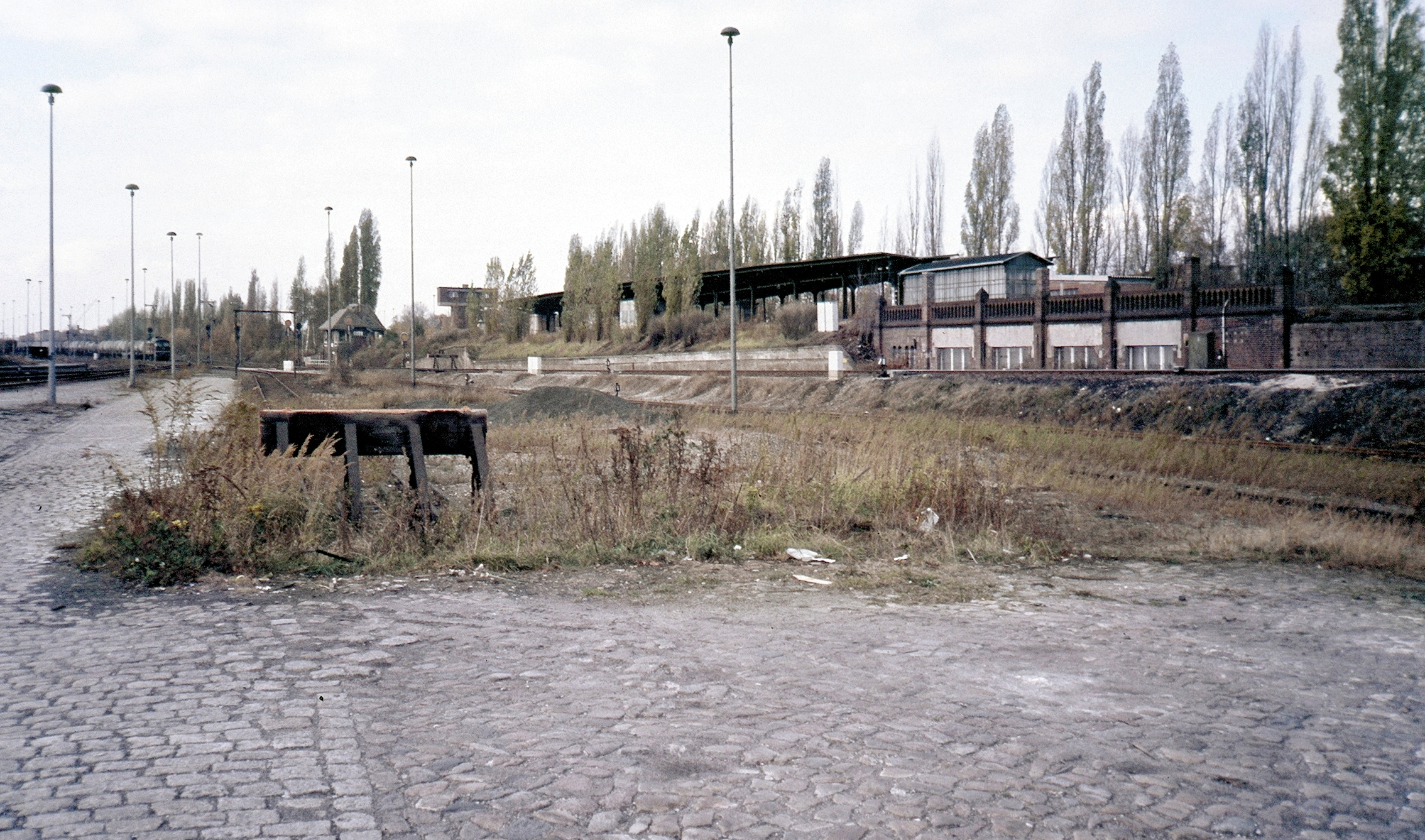
Gare de Spandau-Ouest et gare de marchandises de Spandau, 1986

Le trafic longue distance, suburbain et de marchandises en constante augmentation rend nécessaire la reconstruction radicale des installations ferroviaires de Spandau de 1905 à 1912. Les tâches de transport de marchandises pour lesquelles les installations ferroviaires de Berlin devenues trop petites doivent également être délocalisées vers des sites extérieurs. Entre Ruhleben et la gare de marchandises de Spandau, l'ancienne ligne de la ligne de Lehrte, qui est utilisée pour la dernière fois pour le trafic de marchandises, est abandonnée et une nouvelle ligne de chemin de fer à huit ou six voies est créée le long de la ligne de Hambourg. Il y a des voies séparées pour le trafic de passagers longue distance, de banlieue et de fret. En 1908, de nouvelles voies ferrées pour les trains de voyageurs de la ligne de Lehrte sont construites à l'ouest de la gare de marchandises de Spandau (Spandau-Ouest), qui ne se détache de la ligne de Hambourg qu'à la limite de Staaken. Comme c'était le cas auparavant à l'Est de Spandau, les voies d'origine de la ligne de Lehrte ne peuvent donc être utilisées que pour le trafic de marchandises. Ils prennent les trains de marchandises, non seulement vers Hanovre, mais aussi vers Hambourg. À partir de 1909, la gare de triage de Wustermark est mise en service, qui effectue des opérations de triage depuis Spandau et en partie depuis les gares berlinoises de Moabit et H. et L prennent le relais. En 1911, la gare de marchandises de Ruhleben est ouverte au trafic avec plusieurs lignes de correspondance.
Dans le même temps, des voies de banlieue spéciales sont aménagées pour répondre au trafic croissant de banlieue sur la Berlin Stadtbahn et mènent à la nouvelle gare de banlieue de Spandau-Ouest (ouverte en 1910) à l'Ouest de la Havel. En 1911, la ligne de banlieue de Spandau, qui part de la connexion de la Stadtbahn d'Hambourg à la gare d'Heerstraße et passe par les gares de Rennbahn (déjà ouverte en 1909) et de Pichelsberg, entre en service à plein régime.
Lorsque la liaison ferroviaire urbaine entre la Heerstraße et la gare de Charlottenbourg est déplacée vers le sud-ouest, cette section reçoit également ses propres voies de banlieue et le trafic électrique S-Bahn vers Spandau commence en août 1928. Bien qu'il ait été prévu de prolonger le réseau jusqu'à Wustermark plus tôt, le S-Bahn n'est prolongé jusqu'à Staaken qu'en 1951. En 1980, le service S-Bahn est interrompu et n'est pas rétabli entre Spandau et Staaken à ce jour.

### Construction de la ligne à grande vitesse
Dans les années 1980, des plans sont élaborés pour étendre la ligne de Lehrte en une ligne à grande vitesse pour le trafic de transit entre l'Allemagne de l'Ouest et Berlin-Ouest. Les voies de transit doivent être parallèles aux voies existantes de la ligne de Lehrte (voies principales) pour le trafic intérieur en RDA, mais séparées de celles-ci. Étant donné que des trains régionaux électriques sont utilisés entre Berlin et Rathenow, les gares situées sur les voies principales telles que Groß Behnitz ne peuvent pas être desservies.
Cependant, entre les kilomètres 150 et 157 (Mieste-Miesterhorst), lors de la construction de la ligne à grande vitesse dans le cadre de l'extension de la ligne de Lehrte, des pylônes de caténaires en béton sans flèche et des caténaires sont érigés. Comme l'extension est réduite à plusieurs reprises au cours de la construction, les pylônes témoignent encore aujourd'hui de l'électrification avortée de la ligne existante. Un tronçon de 5,3 km de long entre le carrefour de Bamme et Rathenow est ensuite électrifié en 2011 afin de disposer d'une voie de déviation électrifiée lors d'une rénovation de la chaussée de la ligne à grande vitesse parallèle qui a été réalisée sur plusieurs mois. Entre les kilomètres 48 (échangeur de Ribbeck) et 65 (échangeur de Bamme), la ligne de Lehrte est surconstruit par la ligne à grande vitesse afin de minimiser l'impact sur une réserve naturelle, de sorte que ce tronçon est également utilisé par les trains régionaux.

### Ligne ferroviaire surchargée
Le 11 novembre 2019, la ligne entre Berlin-Spandau-Est et gare centrale de Berlin est déclarée ligne ferroviaire surchargée

### Accidents
Le 16 octobre 1917, un grave accident ferroviaire se produit à la gare de Schönhausen : un train spécial transportant des enfants entre en collision avec un train de marchandises. 26 personnes sont mortes et 16 autres sont blessées.
Le 22 janvier 1941, une grave collision arrière se produit à la gare d'Isenbüttel-Gifhorn (aujourd'hui : Gifhorn) : le train de marchandises express Dg 6120 percute le train de la Wehrmacht W 94122. 94 personnes sont mortes et 156 autres sont blessées.
Le 17 novembre 2022, une collision arrière et un accident impliquant des marchandises dangereuses impliquant deux trains de marchandises se sont produits près de Leiferde. La route doit être fermée pendant plus de trois semaines.

## Utilisation actuelle
Le trafic voyageurs à longue distance utilise aujourd'hui exclusivement la ligne à grande vitesse, bien que tous les trains ne s'arrêtent pas à Wolfsburg et Stendal selon l'horaire. Des rames tractées par des locomotives ICE et électriques (Intercity, Flixtrain) sont utilisées.

### Section Berlin–Rathenow
Depuis le 11 décembre 2022, la ligne Express Régionale RE 4 circule toutes les heures entre Rathenow et Berlin et jusqu'à Jüterbog ou Falkenberg (Elster) et est desservi par la DB Regio Nordost. Des trains push-pull composés de quatre voitures à deux étages et de locomotives des séries 146 ou 112 sont utilisés. Entre Pâques et fin octobre, un wagon à vélos supplémentaire est placé derrière la locomotive. L'arrêt de Buschow n'est desservi que toutes les deux heures.1 D'autres lignes circulent également sur certains tronçons dans la zone urbaine de Berlin.

### Section Rathenow–Stendal
Entre Rathenow et Stendal, la ligne de train régional RB 34 automotrices diesel LINT des chemins de fer hanséatiques sont en service. Les trains circulent toutes les deux heures sur la ligne principale. Depuis juin 2024, la ligne RE 4 est également reliée toutes les deux heures à Stendal en passant par Rathenow. La ligne principale n'étant pas électrifiée sur ce tronçon, les rames électriques multiples de la ligne RE 4 doivent emprunter la voie rapide, de sorte que les arrêts entre Stendal et Rathenow ne peuvent pas être desservis

### Section Stendal–Wolfsburg
Entre Wolfsburg et Stendal, les Transports régionaux Start Allemagne (de) exploite la ligne RB 35 toutes les heures du lundi au vendredi, le week-end uniquement toutes les deux heures. Des automotrices diesel de type LINT 41 sont utilisées.

### Section Wolfsburg–Hanovre
La compagnie ferroviaire Metronom exploite la ligne RE 30 avec la marque Enno toutes les heures entre Hanovre et Wolfsburg. Aux heures de pointe, le service est renforcé par trois paires de trains supplémentaires avec une charge en direction de Hanovre. Des rames automotrices Alstom Coradia Continental provenant du parc de véhicules de l'Association régionale du Grand Brunswick sont utilisées. Le contrat de transport court de 2015 à 2025. Dans le cadre d'un nouvel appel d'offres, les services de transport sont également attribués à la société ferroviaire Metronom pour la période de 2025 à 2038
Les trains sont équipés d'un système de contrôle de train en forme de ligne afin de pouvoir utiliser les sous-blocs LZB entre Lehrte et Wolfsburg

## Nouvelle expansion
Pour les années 2024–2027 est prévu pour les sections dans la région de Schönhausen et entre Nahrstedt et Gardelegen, la ligne principale sera électrifiée et prolongée à 160 km/h en vitesse de pointe. De plus, de nouveaux aiguillages seront installés comme connexions de transfert vers la ligne à grande vitesse et les équipements techniques de la ligne seront adaptés. À partir de 2025, il est prévu d'aménager la ligne à grande vitesse pour des vitesses allant jusqu'à 250 km/h sur le tronçon entre l'embranchement de Ribbeck et l'embranchement de Bamme et de construire au moins une voie supplémentaire sur le tronçon entre l'embranchement de Ribbeck et l'embranchement de Bamme du Stammbahn. Il est également prévu d'électrifier et d'augmenter la vitesse à 160 km/h dans tous les autres secteurs de la ligne princcipale de Lehrte ainsi que d'effectuer des travaux d'adaptation dans différentes gares et bifurcations,

Un arrêt Wolfsburg-Ouest sera créé entre Wolfsburg-Fallersleben et la gare centrale de Wolfsburg
Un contrat de performance sur la planification de la conception et de l'approbation pour l'extension de la ligne principale de Lehrte devait être conclu en 2019
Dans le troisième projet d'experts du Deutschlandtakt (horaires allemands), il est prévu de créer des possibilités de circulation parallèles à la bifurcation de Nahrstedt (de la voie rapide en direction de Stendal, de Stendal en direction de Gardelegen). Des investissements de 14 millions d'euros sont prévus à cet effet, au prix de 2015. Un montant supplémentaire de 81 millions d'euros est prévu pour une extension à deux voies entre Uchtspringe, Vinzelberg et la bifurcation de Nahrstedt (y compris les mesures d'accompagnement en gare). Par ailleurs, 8 millions d'euros seront consacrés à la construction d'aiguillages supplémentaires vers la ligne de Lehrte à Wustermark,